# The Fashion Side of Hollywood
The Fashion Side of Hollywood è un cortometraggio del 1935 diretto da Josef von Sternberg su Travis Banton, uno dei costumisti più grandi di Hollywood, con la partecipazione delle dive vestite da Banton.

## Produzione
Il film fu prodotto dalla Paramount Pictures.

## Distribuzione
Distribuito dalla Paramount Pictures.